# B.A.C. Drone
Die B.A.C. Drone war ein Ultraleichtflugzeug des Herstellers British Aircraft Company aus den 1930er Jahren. Nach der Auflösung des Unternehmens BAC stellte der Nachfolger Kronfeld Ltd. noch einige Exemplare her.

## Geschichte
Die B.A.C. Drone geht zurück auf die B.A.C. Planette, die von C. H. Lowe-Wylde, dem Geschäftsführer und Chefkonstrukteur der British Aircraft Company in Maidstone, entwickelt wurde. Als Basis diente ein doppelsitziges Hochdecker-Segelflugzeug B.A.C. VII, auf dem er einen Motorradmotor mit einem Druckpropeller installierte. Im Mai 1933 kam Wylde bei einem Unfall mit diesem Muster ums Leben.
BAC wurde anschließend von dem österreichischen Segelflieger Robert Kronfeld übernommen, der die Konstruktion der Planette überarbeitete und das bisherige Triebwerk durch einen leistungsstärkeren 600 cm³-Douglas-Sprite-Motor ersetzte. Nachdem 1936 das Unternehmen in Kronfeld Ltd. umbenannt wurde, erhielt das Flugzeug den neuen Namen Kronfeld Drone. In der Literatur ist jedoch weithin der Name BAC Drone gebräuchlich. Von den insgesamt 33 gebauten Maschinen erhielten einzelne Exemplare als Super Drone und Drone de Luxe eine leicht gepfeilte Tragfläche, geschlitzte Querruder, ein verbessertes Fahrwerk und ein stärkeres Triebwerk.

## Besondere Leistungen
William Forbes-Sempill, der spätere 19. Lord Sempill, flog im April 1936 mit einer Drone (Luftfahrzeugkennzeichen G-ADUA) non-stop von Croydon nach Berlin, wobei er die Strecke von 930 km in elf Stunden zurücklegte. Für den Rückflug am nächsten Tag mit einer Zwischenlandung in Canterbury benötigte er lediglich neun Stunden Flugzeit.

## Verbleib
Erhalten sind:

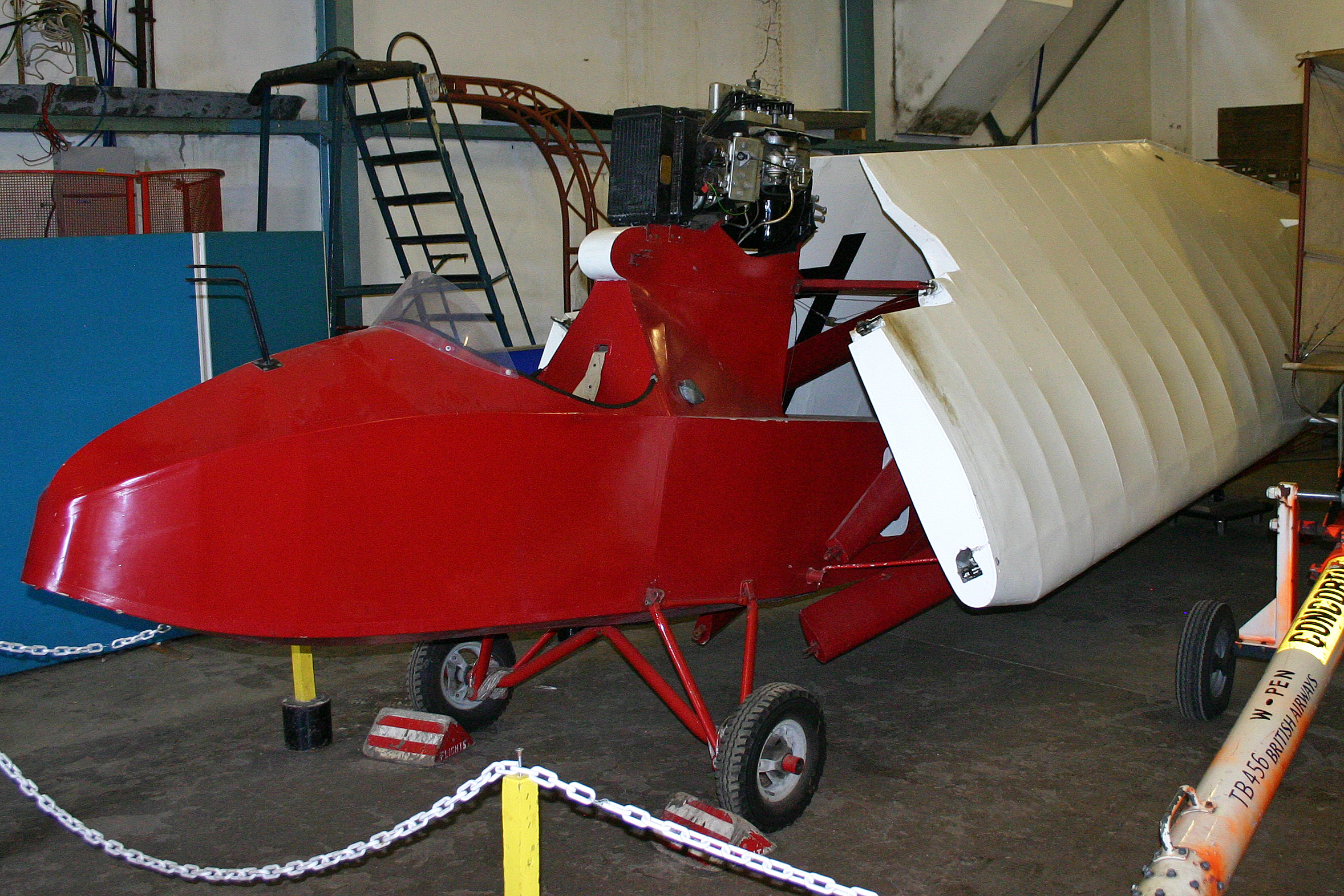
G-AEKV im Brooklands Museum

- die mit einem Carden-Ford-Motor ausgerüstete Drone de Luxe G-AEKV, die bis 1984 flugtüchtig war und derzeit (2014) im Besitz des Brooklands Museums in Surrey ist,
- G-ADPJ mit einem Bristol-Cherub-Triebwerk,
- G-AEDB in der Russavia-Sammlung in Duxford, die noch 1983 flog.

## Technische Daten
| Kenngröße             | Daten |
| --------------------- | --- |
| Besatzung             | 1 |
| Länge                 | 6,45 m |
| Spannweite            | 12,09 m |
| Höhe                  | 2,13 m |
| Flügelfläche          | 16,0 m² |
| Flügelstreckung       | 9,1 |
| Steigleistung         | 1,9 m/s |
| Leermasse             | 177 kg |
| Nutzlast              | 118 kg |
| Reisegeschwindigkeit  | 97 km/h |
| Höchstgeschwindigkeit | 113 km/h |
| Dienstgipfelhöhe      | 3800 m |
| Reichweite            | 480 km |
| Tankkapazität         | 45,4 l |
| Triebwerke            | ein Douglas Sprite Zweizylindermotor mit 17 kW (23 PS) Leistung optional auch Bristol Cherub und Carden-Ford-Triebwerke |